# Мишел Гейбъл
Мишел Гейбъл (на английски: Michelle Gable) е американска писателка на произведения в жанра драма, любовен роман и исторически роман.

## Биография и творчество
Мишел Гейбъл е родена през 1974 г. в Ла Джола, Калифорния, САЩ. Израства в Дел Мар, близо до Сан Диего. Проявява ранен интерес към писането, след като родителите ѝ ѝ дават книга, озаглавена „Някой ден ще напишеш“. Учи в гимназията „Гейбъл“. Завършва колежа „Уилям и Мери“ през 1996 г. с бакалавърска степен по счетоводство. След дипломирането си прави двайсетгодишна кариера във финансите, като накрая работи като ръководител на връзките с инвеститорите в софтуерната компания „Ellie Mae“ до 2016 г.
Започва да пише на 10-годишна възраст, но чак 31-годишна решава да се опита да бъде публикувана. В продължение на няколко години работи по първия си ръкопис.
Първият ѝ роман „Парижкият апартамент“ е издаден през 2014 г. Историята му е базирана на реален апартамент в Париж, който е бил заключен в продължение на 70 години и съдържа редица антики, произведения на изкуството и други предмети от интерес, включително неизвестен досега портрет на Джовани Болдини, история, която се развива както в днешния ден, така и в края на 19 и началото на 20 век. Романът става бестселър в списъка на „Ню Йорк Таймс“ и я прави известна.
Вторият ѝ роман „Ще се видим в Париж“ е издаден през 2016 г. Той е вдъхновен от биографията Гладис Спенсър-Чърчил (Гладис Дийкън), легендарната херцогиня Марлборо в края на 19 век, и отново прави връзка на минало с настояще, съчетаване на любовна история и литературна мистерия. Романът също става бестселър.
Мишел Гейбъл живее със семейството си в предградието Кардиф край морето на Енсинитас, Калифорния.

## Произведения

### Самостоятелни романи
- A Paris Apartment (2014)
Парижкият апартамент, изд.: „Софтпрес“, София (2014), прев. Милена Радева
- I'll See You in Paris (2016)
Ще се видим в Париж, изд.: „Софтпрес“, София (2016), прев. Милена Радева
- The Book of Summer (2017)
Книга за лятото, изд.: „Софтпрес“, София (2018), прев. Паулина Мичева
- The Summer I Met Jack (2018)
Лятото, когато срещнах Джак, изд.: „Софтпрес“, София (2020), прев. Яна Парашикова-Аролска
- The Bookseller's Secret (2021)